# Finn Nielsen (Schauspieler)

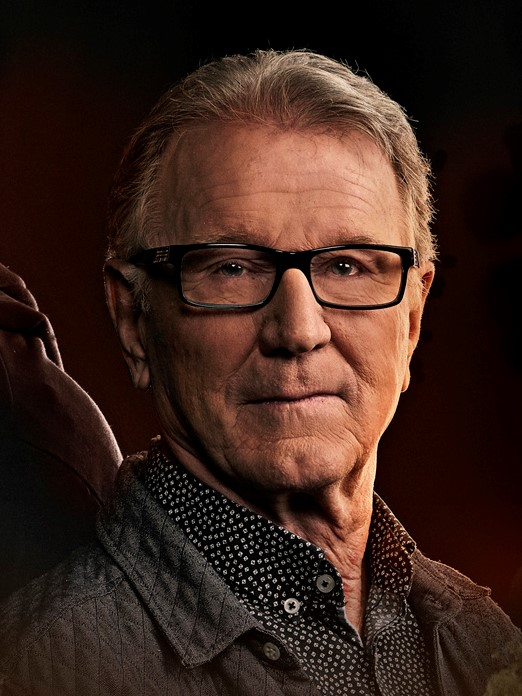
Finn Nielsen, 2016

Finn Nielsen (* 21. April 1937 in Esbjerg, Dänemark) ist ein dänischer Schauspieler und Tänzer. 

## Leben
Nielsen, Sohn des Schneidermeisters Herlof Regner Nielsen († 1980) und seiner Frau Kirsten Steffensen († 2003), erlernte ursprünglich den Beruf eines Kurzwarenhändlers. Als Tänzer in seiner Freizeit hatte er schon an mehreren Meisterschaften teilgenommen. 1956 wurde er als Sieger eines solchen Wettbewerbs am Odense Teater verpflichtet und trat als Tänzer im Musical Call Me Madam auf sowie hatte in der Folge anschließend dort noch mehrere Auftritte. Ab 1960 war dann als Balletttänzer tätig. Nielsen absolvierte von 1965 bis 1967 an der Schauspielschule des Odense Teater eine Schauspielerausbildung. Bis 1971 war er als Theaterschauspieler am Odense Teater angestellt und bekam danach Engagements am Folketeatret, Gladsaxe Teater, Nørrebros Teater und am Det Danske Teater.
Seit den 1970er-Jahren spielte Finn Nielsen auch bei einigen Revuen und in Kabaretts mit, einschließlich bei den Sommer-Revuen in Mogenstrup, wie unterem zu Glassalen i Tivoli, Rottefælden i Svendborg und Hjørring Revyen. 1996 war er Leiter der Hjørring-Revyen.
Des Weiteren spielte Nielsen auch noch in vielen dänischen Filmen und Fernsehserien mit. So hatte er Auftritte in der Fernsehserie Oh, diese Mieter von 1974 bis 1977 in verschiedenen Rollen und 1981 in Die Leute von Korsbaek als Fahrradhändler N. P. Nielsen sowie 1984 in Privatdetektiv Anthonsen als Laust Nielsen. In Dänemark erreichte er im Fernsehen eine größere Bekanntheit vor allem in der Rolle des Skippers in der Weihnachtsserie Nissebanden i Grønland von 1986 und als Nisse Mirko 1986 in Jul på Slottet. Ebenfalls spielte er 1987 in Babettes Fest, 1994 in Lars von Triers Hospital der Geister und 2009 bei Kommissarin Lund sowie 2010 in ID:A – Identität anonym mit. 
Nielsen war von 1989 bis 2010 mit der Schauspielerin Ann Hjort verheiratet. Aus der Ehe gingen zwei Söhne hervor.

## Filmografie (Auswahl)
- 1965: Næsbygaards arving
- 1971: Morfar i parken (Kurzfilm)
- 1972: Manden på Svanegården
- 1974: Mafiaen, det er osse mig
- 1974–1977: Oh, diese Mieter (Huset på Christianshavn, Fernsehserie)
- 1975: Kun sandheden
- 1975: Piger i trøjen
- 1976: Strømer
- 1976: Piger i trøjen 2
- 1976: Gangsterens lærling
- 1977: Piger til søs
- 1977: En by i provinsen
- 1978: Mig og Charly
- 1979: Krigernes børn
- 1979: Johnny Larsen
- 1979: Historien om en moder
- 1980: Danmark er lukket
- 1980: Verden er fuld af børn
- 1981: Historien om Kim Skov
- 1981:  Die Leute von Korsbaek (Fernsehserie)
- 1981: Kniven i hjertet
- 1982: Den ubetænksomme elsker
- 1983: Kein schöner Land (Der er et yndigt land)
- 1983: Forræderne
- 1984: Buster, der Zauberer (Busters verden)
- 1984: Privatdetektiv Anthonsen (Anthonsen, Fernsehserie)
- 1985: Smuglerkongen
- 1986: Jul på Slottet
- 1987: Babettes Fest (Babettes gæstebud)
- 1989: Nissebanden i Grønland
- 1991: Der schöne Badetag (Den store badedag)
- 1993: Kærlighedens smerte
- 1994: Alle reden über Snooky (Snøvsen ta'r springet)
- 1994: Der Bund der furchtlosen Spione (Frække Frida og de frygtløse spioner)
- 1994: Hospital der Geister (Riget)
- 1996: Ein Tag im Mai (Den attende)
- 1999–2000: Morten Korch – Ved stillebækken (Fernsehserie)
- 2000: Fruen på Hamre
- 2003: The Bouncer
- 2003: Forsvar
- 2006: Krøniken
- 2007: Lille soldat
- 2008: Isa's stepz
- 2009: 2900 Happiness
- 2009: Kommissarin Lund (Forbrydelsen, Fernsehserie, vier Folgen)s
- 2010: Eksperimentet
- 2010: ID:A – Identität anonym
- 2011: Hjælp, det er jul (Fernsehserie)
- 2012: Caroline: Den sidste rejse
- 2014: Die Erbschaft (Arvingerne, Fernsehserie)
- 2014–2015: Helden am Herd (Bankerot, Fernsehserie)
- 2015: Afvej (Kurzfilm)
- 2016: JAZZ (Kurzfilm)
- 2016: Klassefesten 3: Dåben (Komödie)
- 2016: Follow the Money (Bedrag, Fernsehserie, vier Folgen)
- 2017: Die Wege des Herrn (Herrens veje, Fernsehserie, eine Folge)
- 2018: Per im Glück (Lykke-Per)
- 2019: Countdown Copenhagen (Gidseltagningen, Fernsehserie, zwei Folgen)
- 2019: Tinka und die Königsspiele (Tinka og kongespillet, Fernsehserie, zwei Folgen)
- 2021: White Sands – Strand der Geheimnisse (Hvide Sande, Fernsehserie, zwei Folgen)